# Würzburger Altzehnt
Der Würzburger Altzehnt war ein Zehnt an das Hochstift Würzburg.
Bei der Gründung des Bistums Bamberg und des zugehörigen Hochstiftes erhielt Bischof Eberhard I. Gebiete benachbarter Territorien. Für den Würzburger Bischof Heinrich I. bedeutete dies einen Gebietsverlust im heutigen nordostoberfränkischen Raum. Da in der Folgezeit Dörfer im Einflussbereich des Bamberger Hochstiftes weiterhin den sogenannten Würzburger Altzehnt zu entrichten hatten, ist dies ein Hinweis darauf, dass die Siedlungen bereits vor der Gründung des Bamberger Bistums 1007 existiert haben müssen. Diese Feststellung ist für die heutige siedlungsgeschichtliche Forschung wichtig, da in der Regel urkundliche Erwähnungen dieser Zeit spärlich oder nicht vorhanden sind. Beispiele gibt es bei Marktschorgast, Mussen, Bindlach und Berneck.